# Forúnculo
Forúnculo, furúnculo (latín furuncŭlus, ladronzuelo) o nacido es una inflamación de la piel causada por la infección de un folículo piloso y el tejido subcutáneo circundante, normalmente por la bacteria Staphylococcus aureus. En ocasiones, varios forúnculos se unen formando una lesión más extensa, en cuyo caso la aflicción se conoce como forunculosis o ántrax.

## Causas
Los forúnculos se suelen presentar en áreas pilosas húmedas del cuerpo como cara, cuello, axilas, ingle, piernas y mamas, especialmente donde se produce roce con la ropa. La mala higiene, la obesidad y enfermedades como la diabetes o inmunodeficiencia incrementan el riesgo de infección. 
Suelen aparecer también por la delicadeza de la piel. Si usas una maquinilla de afeitar  de la porción distal de la pierna a la porción caudal el vello podría inflamarse y provocar el forúnculo por lo que se recomienda que el afeitado sea en dirección céfalo caudal o de arriba hacia abajo.
También se puede transmitir por contagio a otras partes de cuerpo o a otras personas. Se calcula que un 20% de la población es portadora permanente de S. aureus en la nariz, y hasta un 60% pueden portar la bacteria de modo ocasional en otros sitios, como las axilas, la faringe o las manos.

## Tratamiento y prognosis
Los forúnculos suelen desaparecer sin tratamiento en menos de dos semanas. Se aplican compresas húmedas calientes para acelerar el proceso de curación. Si la lesión es muy profunda o extendida se puede efectuar un drenaje quirúrgico; esto se debe realizar en condiciones totalmente asépticas para no extender la infección. Se prescriben antibióticos si la lesión ocurre junto con fiebre u otros síntomas, si se presentan con frecuencia o si aparecen en la espalda cerca de la columna o en el centro de la cara; en estos dos últimos casos la infección se podría extender a la médula o a los senos cavernosos y causar complicaciones graves.
Si los forúnculos son numerosos y se presentan con frecuencia se debe investigar si existe alguna enfermedad subyacente que pueda causar inmunodeficiencia o baja de las defensas.[cita requerida]